# Научно-исследовательский и конструкторско-технологический институт городского хозяйства
Научно-исследовательский и конструкторско-технологический институт городского хозяйства (укр. Науково-дослідний та конструкторсько-технологічний інститут міського господарства) — киевский научно-исследовательский институт, который занимается широким спектром проблем в таких областях городского хозяйства: водоподготовка, очистка сточних вод, городской электротранспорт, санитарная очистка и благоустройство городов, стандартизация та нормирование в жилищно-коммунальном хозяйстве.

## История
Институт создан в марте 1963 года постановлением Совета министров Украинской ССР № 14/28 от 20 декабря 1962 года.
В соответствии с постановлением Совета министров Украинской ССР № 17 от 13.01.76 и № 351 от 19.05.80 институт определен головной организацией в УССР по научным разработким в таких областях:
- городского электротранспорта;
- питьевого водоснабжения;
- очистки природных и городских сточних вод;
- санитарной очистки городов;
- охраны труда для работ, которые проводятся в отрасли жилищно-коммунального хозяйства.

В 1971 году институт с улицы Бастионной 6 переехал в 11-этажный корпус на улице Урицкого 35. В начале 1970-х в институте работало более 1200 сотрудников. В начале 1980-х во дворе института была демонтирована испытательная монорельсовая дорога, а на её месте построен 4 этажный корпус опытного производства. За создание эффективных методов очистки воды, теоретическое обоснование и внедрение их в практику, коллектив ученых АН УССР и НИКТИ ГХ был удостоен Государственной премии УРСР в области науки и техники (1976).
Директор института Владимир Веклич и руководитель киевского ТТУ Василий Дьяконов стали инициаторами строительства первой в СССР линии скоростного трамвая. Обобщив мировой опыт эксплуатации скоростного трамвая в институте, на советской элементной базе, была создана система автоматики и интервального регулирования для отечественного скоростного трамвая.
В 1992 под научным руководством В. Ф. Веклича была разработана стратегия создания украинского троллейбуса, которая нашла своё воплощение в утверждённой Кабинетом Министров Украины Программе.. В соответствии с распоряжением кабмина Украины НИКТИ ГХ был назначен головной организацией по программе создания украинского троллейбуса, а КБ «Южное» — главным разработчиком конструкторской документации. Владимира Веклича назначили научним руководителем, а Михаила Галася главным конструктором украинского троллейбуса. Результатом совместной работы двух предприятий стало создание троллейбусов марки ЮМЗ. В 1993 году  отдел городского электротранспорта  был преобразован в научно-испытательный центр для новых типов троллейбусов и трамваев.

## Структура института
- 1) отдел водоснабжения;
- 2) отдел очистки сточных вод;
- 3) отдел городского электротранспорта;
- 4) отдел стандартизации;
- 5) научно-испытательный центр.

## Директора института
- Квачев Григорий Семёнович (1963—1972);
- Веклич Владимир Филиппович[15][21][22] (1973—1987);[16]
- Щербина Генадий Павлович (1987—2006);
- Кравченко Валерий Анатольевич (2006—2020);
- з 2020 — Голюк Марина Геннадьевна

## Издания
- «Наука и техника в городском хозяйстве: республиканский межведомственный научно-технический сборник».[2]

## Монографии сотрудников института
- Веклич В. Ф. Диагностирование технического состояния троллейбусов М.:Транспорт, 1990. — 295 с. — 15 000 экз. ISBN 5-277-00934-5